# Canberra International 2001
Canberra International 2001 — жіночий тенісний турнір, що проходив на відкритих кортах з твердим покриттям National Sports Club у Канберрі (Австралія). Належав до турнірів 3-ї категорії в рамках Туру WTA 2001. Турнір відбувся вперше і тривав з 7 до 13 січня 2001 року. Несіяна Жустін Енен здобула титул в одиночному розряді й отримала 27 тис. доларів США.

## Фінальна частина

### Одиночний розряд
Жустін Енен —  Сандрін Тестю 6–2, 6–2
- Для Енен це був 2-й титул за сезон і 3-й — за кар'єру.

### Парний розряд
Ніколь Арендт /  Ай Суґіяма —  Нанні де Вільєрс /  Аннабел Еллвуд 6–4, 7–6(7–2)
- Для Арендт це був 1-й титул за рік і 14-й — за кар'єру. Для Суґіями це був 1-й титул за рік і 21-й — за кар'єру.

## Учасниці

### Сіяні учасниці
| Країна    | Гравчиня          | Рейтинг1 | Сіяна |
| --------- | ----------------- | -------- | ----- |
| Франція   | Марі П'єрс        | 7        | 1     |
| Росія     | Олена Дементьєва  | 11       | 2     |
| США       | Чанда Рубін       | 13       | 3     |
| Франція   | Сандрін Тестю     | 17       | 4     |
| Болгарія  | Магдалена Малеєва | 23       | 5     |
| Швейцарія | Патті Шнідер      | 25       | 6     |
| Франція   | Наталі Деші       | 26       | 7     |
| Хорватія  | Сільвія Талая     | 29       | 8     |

- Рейтинг подано станом на 1 січня 2001.

### Інші учасниці
Нижче наведено учасниць, які отримали вайлдкард на участь в основній сітці:
- Аннабел Еллвуд
- Аманда Грем

Нижче наведено гравчинь, які пробились в основну сітку через стадію кваліфікації:
- Вінне Пракуся
- Селіма Сфар
- Юка Йосіда
- Ленка Немечкова